# Rogas plecopterae
Rogas plecopterae är en stekelart som först beskrevs av Sankar Chatterjee 1943.  Rogas plecopterae ingår i släktet Rogas och familjen bracksteklar. Inga underarter finns listade i Catalogue of Life.